# BatRoți
BatRoți (în engleză Batwheels) este un serial american de televiziune cu supereroi animat care a avut premiera în Statele Unite ale Americii pe 17 septembrie 2022 pe serviciul de streaming Max (fostul HBO Max). Premiera liniară a fost pe 15 octombrie 2022 pe Cartoon Network ca parte a blocului Cartoonito. Serialul urmărește o echipă de vehicule supereroice antropomorfe care luptă împotrivă crimei in orașul Gotham.
În România, a avut premiera, concomitent, pe data de 18 februarie 2023 pe Cartoon Network și pe Boomerang/Cartoonito.

## Premisa
Vehiculele Familiei-Bat sunt aduse la viață de către Batcomputer pentru a forma „BatRoți”, o echipă condusă de Batmobil sau „Bam”, pentru a lupta împotriva criminalității în Gotham City.